# Jorden van Foreest
Jorden van Foreest, född 30 april 1999, är en nederländsk stormästare i schack.
van Foreest vann Tata Steel Chess Tournament 2021. Han blev den första från Nederländerna att vinna turneringen sedan Jan Timman vann 1985.